# Julie Sicard
Pour les articles homonymes, voir Sicard.
Julie Sicard est une actrice française, sociétaire de la Comédie-Française depuis le 1er janvier 2009.

## Biographie
Julie Sicard participe dès ses 11 ans à la compagnie Les Agités, dirigée par Jean-Pierre Berthomier, compagnie qu'elle ne quittera qu'en 1994.
De 1995 à 1998, elle étudie au Conservatoire national supérieur d'art dramatique dans les classes de Jacques Lassalle, Catherine Hiegel, Catherine Marnas et Claire Denis.
Grâce à Catherine Hiegel, elle joue pour la première fois au Français à 21 ans, en 1997, dans La tête dans les nuages de Marc Delaruelle, mise en scène Jean Bouchaud, au théâtre du Vieux-Colombier et A L’Aventure d’Evelyne Pieiller, mise en scène par Alain Pralon, là aussi au Vieux-Colombier. Elle est engagée comme pensionnaire de la Comédie-Française en 2001, et devient sociétaire en 2009.

## Théâtre

### Comédie-Française
- Entrée à la Comédie-Française le 14 juin 2001
- Sociétaire le 1er janvier 2009
- 518e sociétaire

#### Comédienne
- 2001 : Sganarelle ou le cocu imaginaire de Molière, mise en scène Thierry Hancisse
- 2002 : Le Malade imaginaire de Molière, mise en scène Claude Stratz : Angélique (repris en 2005)
- 2002 : Dom Juan de Molière, mise en scène Jacques Lassalle
- 2003 : Le Dindon de Georges Feydeau, mise en scène Lukas Hemleb
- 2003 : Le Jeu d'Adam d’Adam de la Halle, mise en scène Jacques Rebotier : Guillot le Petit, Arsile et Wallet
- 2004 : Les Fables de La Fontaine, mise en scène Bob Wilson : le lièvre, le souriceau et le Petit Chien
- 2004 : Conte d’hiver de Shakespeare, mise en scène Muriel Mayette
- 2005 : Bouli redéboule de Fabrice Melquiot, mise en scène Philippe Lagrue : Pétula
- 2006 : Le Menteur de Pierre Corneille mise en scène Jean-Louis Benoit : Lucrèce
- 2006 : La Maison des morts de Philippe Minyana, mise en scène Robert Cantarella : Car, Lily Horn, la Femme au regard acéré et Sibylle la Voisine
- 2007 : Il campiello de Carlo Goldoni, mise en scène Jacques Lassalle : Gnese
- 2007 : Le Retour au désert de Bernard-Marie Koltès, mise en scène Muriel Mayette : Fatima
- 2007 : Les Sincères de Marivaux, mise en scène Jean Liermier : Lisette
- 2007 : La Mégère apprivoisée de Shakespeare, mise en scène Oskaras Koršunovas : Bianca
- 2008 : L'Illusion comique de Corneille, mise en scène Galin Stoev : Lise
- 2008 : Juste la fin du monde, de Jean-Luc Lagarce, mise en scène Michel Raskine : Suzanne
- 2009 : Cyrano de Bergerac d'Edmond Rostand, mise en scène Denis Podalydès : Le tire-laine, la duègne, cadet, une sœur
- 2009 : Vivant d'Annie Zadek, mise en scène Pierre Meunier
- 2009 : Juste la fin du monde, de Jean-Luc Lagarce, mise en scène Michel Raskine : Suzanne
- 2010 : L'Illusion comique de Corneille, mise en scène Galin Stoev : Lise
- 2010 : Paroles, pas de rôle/Vaudeville, mise en scène Peter Van Den Eede, Matthias de Koning, Damiaan de Schrijver, Théâtre du Vieux-Colombier
- 2010 : Cyrano de Bergerac d'Edmond Rostand, mise en scène Denis Podalydès
- 2010 : Chansons des jours avec et chansons des jours sans, mise en scène Philippe Meyer, Studio-Théâtre
- 2010 : Le Mariage de Nikolaï Gogol, mise en scène Lilo Baur, Théâtre du Vieux-Colombier
- 2011 : Agamemnon de Sénèque, mise en scène Denis Marleau, Salle Richelieu
- 2012 : Le Malade imaginaire de Molière, mise en scène Claude Stratz, Théâtre Éphémère, Toinette
- 2012 : Une puce, épargnez-la de Naomi Wallace, mise en scène Anne-Laure Liégeois, Théâtre Éphémère : Morse
- 2012 : Dom Juan ou le Festin de pierre de Molière, mise en scène Jean-Pierre Vincent, Théâtre Éphémère : Charlotte
- 2013 : Candide de Voltaire, mise en scène Emmanuel Daumas, Studio-Théâtre
- 2013 : Rituel pour une métamorphose de Saadallah Wannous, mise en scène Sulayman Al-Bassam, Salle Richelieu, Mou'mina/Almâssa
- 2013 : Le Système Ribadier de Georges Feydeau, mise en scène Zabou Breitman, Théâtre du Vieux Colombier
- 2014 : La Dame aux jambes d'azur, d'Eugène Labiche, mise en scène Jean-Pierre Vincent, Studio-Théâtre
- 2014 : Le Songe d'une nuit d'été de William Shakespeare, mise en scène Muriel Mayette, Salle Richelieu
- 2016 : Le Chant du cygne et L'Ours de Anton Tchekhov, adaptation Kevin Keiss et Maëlle Poésy, mise en scène Maëlle Poésy, Studio-Théâtre
- 2016 : Cyrano de Bergerac d'Edmond Rostand, mise en scène Denis Podalydès, Salle Richelieu
- 2017 : La Règle du jeu de Jean Renoir, mise en scène Christiane Jatahy, Salle Richelieu
- 2018 : L'Heureux Stratagème de Marivaux, mise en scène Emmanuel Daumas, Théâtre du Vieux-Colombier
- 2019 : Fanny et Alexandre de Ingmar Bergman, mise en scène Julie Deliquet, Salle Richelieu
- 2019-2020 : Le Malade imaginaire de Molière, d'après la mise en scène de Claude Stratz, tournée et théâtre Marigny
- 2020 : Le Côté de Guermantes de Marcel Proust, adaptation et mise en scène Christophe Honoré, théâtre Marigny
- 2021 : Les Démons de Fiodor Dostoïevski, mise en scène Guy Cassiers, Salle Richelieu
- 2021 : Hansel et Gretel des Frères Grimm, mise en scène Rose Martine, Studio-Théâtre
- 2021 : La Cerisaie de Anton Tchekhov, mise en scène Clément Hervieu-Léger, Salle Richelieu
- 2022 : Le Malade imaginaire de Molière, mise en scène Claude Stratz, Salle Richelieu
- 2023 : La mort de Danton de Georg Büchner, mise en scène Simon Delétang, Salle Richelieu
- 2023 : Et si c'étaient eux ? de et mise en scène Christophe Montenez et Jules Sagot, Théâtre du Vieux-Colombier
- 2024 : Le Mariage forcé de Molière, mise en scène Louis Arène, théâtre du Rond-Point (production Comédie-Française)
- 2024 : Macbeth de William Shakespeare, mise en scène Silvia Costa, Salle Richelieu
- 2025 : Une mouette d'après Anton Tchekhov, mise en scène Elsa Granat, Salle Richelieu

Pendant ses études au Conservatoire :
- 1997 : La tête dans les nuages de Marc Delaruelle, mise en scène Jean Bouchaud, au théâtre du Vieux-Colombier
- 1997 : A L’Aventure d’Evelyne Pieiller, mise en scène Alain Pralon, au théâtre du Vieux-Colombier

### Hors Comédie Française

#### Comédienne
- 1992 : La Petite Fille au bout du chemin, de Laird Koenig, mise en scène Marie-Claude Morland, Centre Dramatique de Poitou-Charentes et Festival d'Avignon
- 1997 : Amphitryon de Molière, mise en scène Jean-Pierre Berthomier & Philippe Faure, Centre Dramatique de Poitou-Charentes
- 1997 : L'éveil du printemps, de Frank Wedekinda, mise en scène Jean-Pierre Berthomier & Philippe Faure, Centre Dramatique de Poitou-Charentes
- 1997 : Britannicus de Racine, mise en scène Nazim Boujenah, Théâtre du Conservatoire
- 1997 : La Cuisine d’Arnold Wesker, mise en scène Victor Gauthier, Théâtre du Conservatoire et Théâtre du Soleil
- 1998 : Paroles d'acteurs : est-ce que tu m'aimes ?, mise en scène Redjep Mitrovitsa de Ronald Laing, Festival d’Avignon
- 1998 : Matériau Koltès, mise en scène Catherine Marnas, Théâtre du Conservatoire
- 1998 : L'âge d'or de Georges Feydeau, mise en scène Catherine Hiegel, Théâtre du Conservatoire
- 1999 : Un fleuve en chaleur de Boudjema Bouhada, mise en scène May Bouhada
- 1999 : Le Festin pendant la peste de Fanny Mentré d’après Céline, Jean Genet et Robespierre, mise en scène Alain Milianti, Le Volcan
- 1999 : Sainte Jeanne des Abattoirs de Bertolt Brecht, mise en scène Alain Milianti, Odéon-Théâtre de l'Europe, Le Volcan
- 2000 : Le Tombeau de Richard G, de Bernard Chartreux, mise en scène Alain Milianti, Théâtre de l’Athénée
- 2003 : Lecture au Centre Georges Pompidou : Neruda volando (hommage à Pablo Neruda)
- 2013 : Rituel pour une métamorphose de Saadallah Wannous, mise en scène Sulayman Al-Bassam, Théâtre du Gymnase, Mou'mina/Almâssa

## Filmographie

### Cinéma
- 1998 : La Lettre (court métrage) de René Féret
- 2002 : Les Sœurs de la Sabine (moyen métrage) de Claire Mercier
- 2007 : Je suis amoureuse (court métrage) de Jocelyne Desverchère
- 2012 : Ni oui... (court métrage) de Jean-François Fontanel : Elle
- 2017 : Maryline de Guillaume Gallienne : collègue rousse
- 2021 : Guermantes de Christophe Honoré : elle-même

### Télévision
- 2002 : Commissariat Bastille (série télévisée), épisode Permis de chasse de Jean-Marc Seban : Madame Nedelec
- 2003 : PJ (série télévisée), épisode Sentiments souterrains de Brigitte Coscas : Pauline
- 2010 : L'Illusion comique (téléfilm) de Mathieu Amalric : Lyse
- 2013 : Meurtre en trois actes (téléfilm) de Claude Mouriéras : Sophie Daigremont
- 2016 : La Bête curieuse (téléfilm) de Laurent Perreau : la juge

## Doublage

### Série télévisée
- 2015-2020 : Occupied : Anita Rygh (Janne Heltberg) (24 épisodes)

### Fictions audio
- 2017 : Calls de Timothée Hochet : Police secours/Opératrice

## Discographie
Julie Sicard a interprété plusieurs chansons de l'album La prochaine fois je vous le chanterai, enregistré par une partie de la troupe de la Comédie-Française (notamment Laurent Stocker, Loïc Corbery, Françoise Gillard), ainsi que dans le cadre d'une émission de France Inter.

## Distinctions
- Chevalière de l'ordre des Arts et des Lettres